# 製版
製版（せいはん,en:State (printmaking)）とは、印刷の工程の中で、版下（はんした）などを撮影してフィルムを作り、それを修正して、下版に備えることを言う。

## 概説
下版してしまえば、印刷するための物理的な「印面」である刷版（さっぱん）を作ることになるので、製版が事実上修正のきく最後の工程となる。
伝統的な写真製版（アナログ製版）では、組版部分以外での網掛けや、写真の張り込みを、製版の過程において行う。また、それに先立って、張り込む写真を分解して、網目とする作業が含まれる。また、版下の凹凸に起因する影や、汚れを除去する作業が非常に大切である。
製版して作られるフィルムは、ネガとポジの2種類があり、用途によって使い分けられる。
現在ではデジタル化が進み、フィルムに出さず直接、アルミ板（刷版）にレーザーで焼付けを行うのが一般的になってきた。これはフィルムを現像する際に発生する現像液や定着液の廃液の海洋投棄が廃止される動きに伴い、廃液を減少させる効果があるとされている。
DTPが導入されてからは、組版作業と製版作業は同時に行われることとなった。これまでのアナログ製版の場合、組版作業上の間違いが製版後に発見された場合、組版作業をやりなおして、再び製版作業をしなければならなかったため、DTP導入後は一気に作業の速度が上がった。
製版作業の確認（校正）のためには、青焼き（あおやき）、または、清刷（きよずり）いずれかの方法によって、紙にプリントする。
青焼きとは、いわゆる青写真のことである。普通は一色刷りの印刷で用いられる。フィルム膜面と青焼き原紙の感光面とを重ねて紫外線感光させた後で青焼き専用の器械に通過させて、フィルムの透明な部分は無色白地（実際は原紙感光後の極薄青紫色で）、不透明な部分（線画・平網点・階調網点）は黒く（実際は原紙感光後の青紫色）或いはフィルム上の網点濃度に応じた黒さ（実際は網点濃度に応じた原紙感光後の青紫色）でプリントされる。
清刷とは、実際の印刷と同じようにインクを使って最終（完成予定）印刷物に使用される用紙にプリントすることであるが、殆どの場合には清刷（校正刷）専用のコロタイプ式印刷機で実施される。多色刷りの場合には必ず清刷を行い、色の調子を確認する（色校正という）。これは、下版以降の実際の印刷の時に、色見本としても用いられる。